# خوش‌رودپی
خوشرودپی یکی از شهرهای شهرستان بابل در استان مازندران و کشور ایران است و به عنوان مرکزبخش بندپی غربی در فاصله ۲۴ کیلومتری جنوب بابل قراردارد.
این شهر شامل محله‌های قدیمی پایین خوشرودپی (شهرک) و بالا خوشرودپی و تسکا و افراسیاب‌کلا و بزرودپی و شانه تراش می‌باشد.
حرفه مردم این شهر و نواحی اطراف بیشتر کشاورزی و باغداری، دامداری و پرورش طیور می‌باشد. مردم خوشرودپی از قومیت طبری هستند و به زبان مازندرانی گویش می‌کنند. این شهر مطابق سرشماری نفوس و مسکن سال ۱۳۸۵ دارای ۱۲۶۰ خانوار و ۴۷۸۴ نفر جمعیت بوده‌است. بر اساس سرشماری سال ۱۳۹۵ جمعیت این شهر برابر با ۵،۷۴۳ نفر جمعیت بوده است.

## زبان
بر اساس سرشماری سال ۱۳۹۵ جمعیت این شهر برابر با ۵،۷۴۳ نفر جمعیت بوده است. مردم خوشرودپی از قومیت طبری هستند و به زبان مازندرانی گویش می‌کنند.

## جمعیت
بر اساس سرشماری سال ۱۳۹۵ جمعیت این شهر برابر با ۶۰۰۰ نفر جمعیت بوده است. مردم خوش‌رودپی به زبان مازندرانی گویش می کنند.

## تاریخچه

### وجه تسمیه
نام خوشرودپی از نام رودخانه‌ای به نام خشرو که از میان آن می‌گذرد، گرفته شده‌است. تکیه مقریکلا و سقانفار روستای شیاده از اثار تاریخی حومه‌ی شهر خوشرودپی به شمار می‌آیند.

### دوران باستان

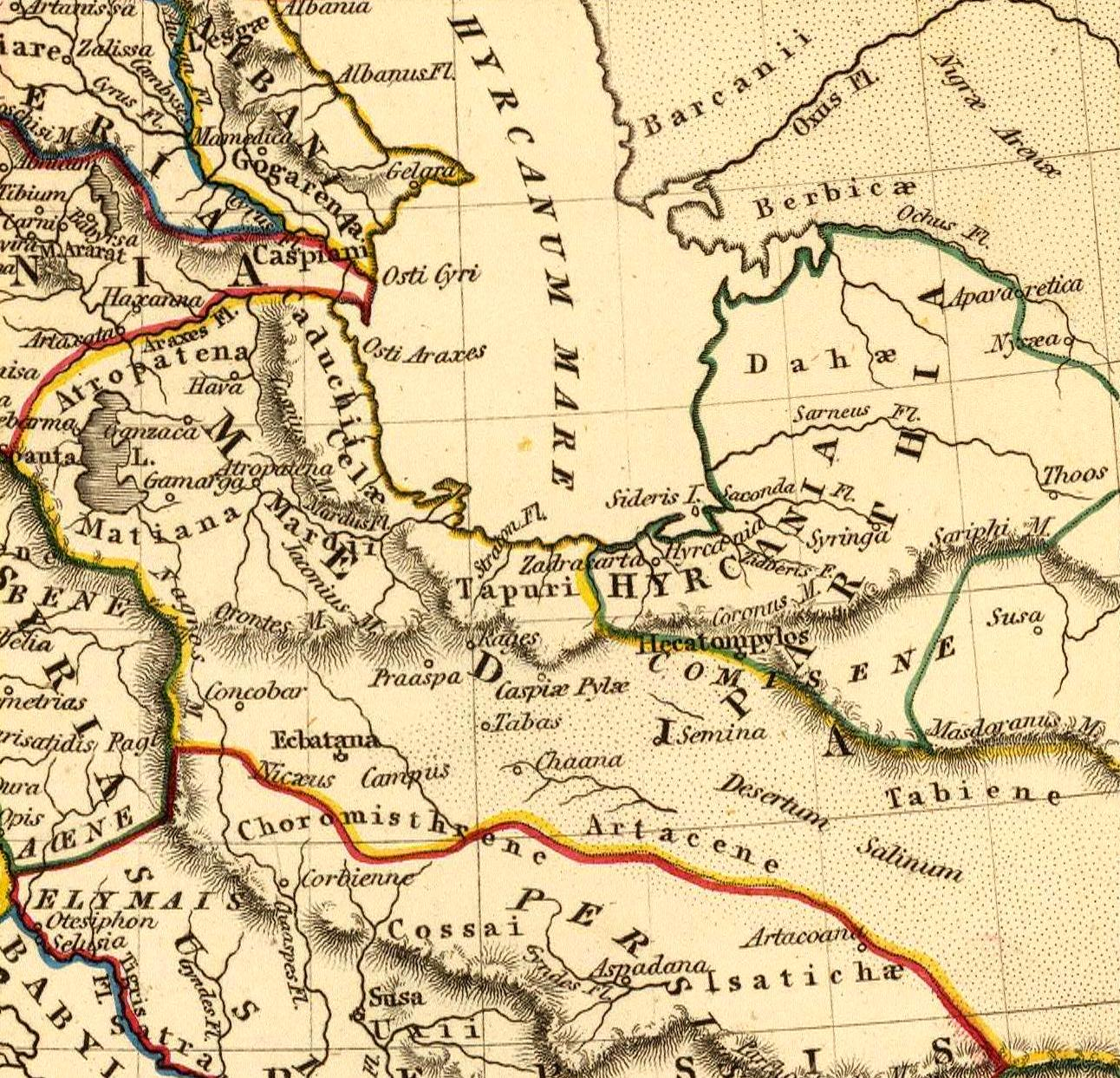
موقعیت تپورها در قرن دوم قبل از میلاد، از شرق سپیدرود تا اسرم هیرکانیا

استان مازندران پیش از اسلام تپورستان (به پهلوی: ) نامیده می‌شد که برگرفته از نام قوم تپوری (به یونانی: Τάπυροι) می‌باشد که پس از اسلام قوم طبری نام گرفتند و سرزمینشان طبرستان نامیده شد.
به اعتقاد مورخان آماردها نخستین سکنه باستانی مازندران بودند و آماردها از آمل تا تنکابن و تپورها از آمل تا گرگان سکونت داشتند. در عصر هخامنشی در کرانه جنوبی دریای مازندران اقوام، تپوری، آمارد، آناریاکه و کادوسی سکونت داشتند. مورخان آماردها را به مردمان داهه و سکایی و پارسی پیوند داده‌اند.
هرودوت از قبیله مارد (mardes) در کنار دائی‌ها (daens)، دروپیک‌ها (dropiques)، و ساگارتی‌ها (sagarties) به عنوان پارس‌های کوچنشین و صحراگرد یاد کرده‌است. پلینیوس مورخ یونانی محل آماردها را قسمت شرقی مارگانیا شناسایی کرده‌است. استرابون(۶۳ ق. م) قوم آمارد را در کنار اقوام تپوری، کادوسی و کرتی به عنوان اقوام کوهستان نشین شمال کشور یاد می‌کند. استرابو می‌نویسد: تمام مناطق این کشور به استثنای بخشی به سمت شمال که کوهستانی و ناهموار و سرد است و محل زندگی کوهنشینانی به نام کادوسی (Cadusii) و آماردی (Amardi) و تپوری (Tapyri) و کرتی (Cyrtii) و سایر مردمان دیگراست، حاصلخیز است.
به گفته واسیلی بارتلد تپوری‌ها در قسمت جنوب شرقی ولایت سکونت داشتند و در قید اطاعت هخامنشیان درآمده بودند و آماردها مغلوب اسکندر مقدونی و بعد مغلوب اشکانیان شدند و اشکانیان در قرن دوم ق. م. آنها را در حوالی ری سکونت دادند و اراضی سابق آماردها به تپوری‌ها اهدا شد و بطلمیوس در شرح دیلم یعنی قسمت شرقی گیلان در ساحل بحر خزر در آن زمان از تپوری‌ها نام می‌برد.به گفته یحیی ذکا در «کاروند کسروی» آورده‌است: آماردان یا ماردان، در زمان لشکر کشی اسکندر مقدونی به ایران، این تیره در مازندران نشیمن می‌داشتند و آن هنگام هنوز قبایل تپوران به آنجا نیامده بودند. به گفته مجتبی مینوی قوم آمارد و قوم تپوری در سرزمین مازندران می‌زیستند و تپوری‌ها در ناحیه کوهستانی مازندران و آماردها در ناحیه جلگه‌ای مازندران سکونت داشتند. در سال ۱۷۶ ق. م فرهاد اول اشکانی قوم آمارد را به ناحیه خوار کوچاند و تپوری‌ها تمام ناحیه مازندران را فرو گرفتند و تمام ولایت به اسم ایشان تپورستان نامیده شد. شهرهای آمل، چالوس، کلار، سعیدآباد و رویان جزئی از سرزمین قوم تپوری بودند.

## آثار تاریخی
- تپه قلعه کتی در محله بزرودپی و در ورودی شهر

سقاخانه پازمین در روستای پازمین از ابنیه تاریخی و زیبای منطقه.
- تکیه عبدالحسینخانی واقع در روستای مقریکلا از توابع این شهر با بیش از۱۳۰سال قدمت از آثار تاریخی دوره قاجار و از جمله مهم‌ترین آثار ملی شهرستان بابل و استان مازندران می‌باشد و این اثر در تاریخ ۱۵ شهریور ۱۳۵۴ با شمارهٔ ثبت ۱۰۹۳ به‌عنوان یکی از آثار ملی ایران به ثبت رسیده است.

## موسسات عالی
- دانشگاه جامع علمی و کابردی خوشرودپی
- دانشگاه پیام نورواحد بندپی

## نامداران
- شخصیت‌های سیاسی و اجتماعی:حسن ملکشاهی،  علی نجفی، سامان جلیلی
- هنرمندان: بیژن بیژنی
- ورزشکاران: جهان پهلوان عیسی رمضانی

## مراکز مهم شهری
بلوار شهیددکترداداش نیا به عنوان خیابان اصلی، شمال و جنوب شهر را به هم وصل می‌کند و از محدوده اداره آموزش و پرورش و شهرداری و پاسگاه و بخشداری و موسسات اداری و دولتی و بازار اصلی عبور می‌کند.

## امکانات ورزشی
- استادیوم فوتبال شهرک
- سالن سرپوشیده کشتی سید رسول حسینی
- سالن سرپوشیده فوتسال والیبال و بسکتبال و … شهرک
- سالن سرپوشیده فوتسال والیبال و بسکتبال و … تسکا
- زمین چمن و سالن سرپوشیده بزرودپی
- مجتمع تفریحی ورزشی استخر کوثر واقع در جاده سفیدطور

## رودخانه
رودخانه خوشرود (در گویش برخی مردم به عنوان بزرو معروف است) که از کلارود و همچنین سد شیاده تغذیه می‌گردد از مرکز شهر عبور می‌کند و انشعابات مختلف آن پس از اتصال به آب بندان بزرگ خوشرودپی برای آبیاری شالیزارهای منطقه مورد استفاده قرار می‌گیرد.

## پمپ بنزین
این شهر دارای دو ایستگاه پمپ بنزین ویک CNG در دوسوی جاده اصلی می‌باشد.

## مراکز درمانی
این شهر دارای یک درمانگاه قدیمی بابیش از ۳۵ سال قدمت می‌باشد که طی بازدید وزیر بهداشت در سال ۹۴ احداث یک کلینیک تخصصی در محوطه آن در دستور کار قرار گرفته‌است و همچنین در چند مطب پزشک عمومی نیز خدمات درمانی به صورت شبانه‌روزی ارائه می‌گردد. تعداد ۲ واحد داروخانه که یکی از آن‌ها به نوبت شبانه‌روزی می‌باشد نیز در شهر فعال می‌باشد.

## بازار محلی
هر هفته بازار محلی موسوم به سه شنبه بازار تشکیل می‌شود که محلی برای عرضه محصولات کشاورزی و دامداری و … می‌باشد.

## بانک‌ها
بانکهای صادرات و ملی و کشاورزی و پست بانک در این شهر شعبه دارند.

## تابلوی خوش آمدگویی
به شهر کوه و دشت و جنگل خوش آمدید

## در قدیم
در لغتنامهٔ دهخدا به نقل از فرهنگ جغرافیایی ایران جلد ۳ در مورد خوش‌رود آمده:
خوش‌رود دهی است از دهستان بندپی شهرستان بابل مازندران در ۲۱ هزار گزی جنوب باختری بابل و ۹ هزار گزی جنوب شوسهٔ بابل به آمل.